# Постковідний синдром
Постковідний синдром, також відомий як синдром після COVID, гострі наслідки COVID-19 (PASC), хронічний синдром COVID (CCS) — це стан, що характеризується тривалим термінові наслідки — що зберігаються і після типового періоду реконвалесценції — коронавірусної хвороби 2019 (COVID-19). Постковідний синдром COVID може впливати майже на будь-яку систему органів із наслідками, включаючи нейрокогнітивні розлади, дихальної та нервової систем, психічного здоров'я, обміну речовин, кровоносної системи, шлунково-кишкові розлади, нездужання, втома, біль у опорно-руховому апараті та анемія. Зазвичай обговорюється широкий спектр симптомів, включаючи втому, головний біль, задишку, аносмію (втрата запаху), паросмію (спотворений запах), м'язову слабкість, низьку температуру та когнітивні дисфункції.
Точна природа симптомів та кількість людей, які відчувають довготривалі симптоми, невідома і варіюється залежно від популяції, яка вивчається, використовуваного визначення та періоду часу, який використовується в дослідженні. Попереднє опитування Управління національної статистики Великої Британії підрахувало, що приблизно 10 % людей, у яких виявився позитивний результат на SARS-CoV-2, відчували один або кілька симптомів довше 12 тижнів.
Поки тривають дослідження різних аспектів пост-COVID, станом на січень 2021 р. Визначення хвороби досі незрозуміле, і поки що рано робити висновки щодо механізму. Системи охорони здоров'я в деяких країнах чи юрисдикціях були задіяні для роботи з цією групою пацієнтів шляхом створення спеціалізованих клінік та надання консультацій. Тим не менше, хвороба недостатньо добре охарактеризована, не має зрозумілого механізму та не має фіксованих діагностичних критеріїв, тому вважається ідіопатичною хворобою та діагнозом виключення.
Деякі вважають, що цілком можливо, що хтось інфікований SARS-CoV-2 може страждати тривалим COVID після того, як вважається, що зараження закінчилося. Наприклад, широко розрекламоване дослідження в 2020 році показало, що інфекція SARS-CoV-2 призвела до запалення серця під час опитування студентів-спортсменів, однак згодом інші дослідники поставили під сумнів це твердження, припускаючи, що результати через діагностичне упередження або плутанину з іншими станами. Зовсім недавно дослідники повідомили, що початкова тяжкість захворювання не корелює позитивно з тяжкістю симптомів після COVID-19, а часто впливає на здорових пацієнтів, які не отримували медичної допомоги.
Хоча пост-COVID спостерігається після зараження COVID-19, після вакцинації COVID-19 про це не повідомлялося, станом на грудень 2020 року у випробуваннях вакцин було включено понад 100 000 учасників.

## Термінологія та визначення
Пост COVID — термін, створений пацієнтом, який, як повідомляється, вперше був використаний у травні 2020 року як хештег у Twitter Елісою Перего, археологом з університетського коледжу Лондона.
Пост COVID не має єдиного, суворого визначення. Нормально і очікується, що людям, які відчувають важкі симптоми або ускладнення, такі як синдром постінтенсивної терапії або вторинні інфекції, природно потрібно більше часу для відновлення, ніж людям, які мали легкі захворювання та не мали таких ускладнень. Ця природна варіація може ускладнити визначення того, чи набір постійних симптомів у конкретної людини являє собою принципово нормальну, якщо тривалу, реконвалесценцію чи тривалий COVID. Одне з основних правил полягає в тому, що пост COVID являє собою симптоми, які спостерігаються довше двох місяців, хоча немає жодних підстав вважати, що такий вибір обмеження є специфічним для зараження вірусом SARS-CoV-2.

### Британське визначення
Британський національний інститут досконалості здоров'я та догляду (NICE) поділяє COVID-19 на три клінічні визначення: гострий COVID-19 для ознак та симптомів протягом перших 4 тижнів після зараження важким гострим респіраторним синдромом коронавірусу 2 (SARS-CoV-2), нові або постійні симптоми через 4 тижні або більше після початку гострого COVID-19, який поділяють на: триваючий симптоматичний COVID-19 для ефектів від 4 до 12 тижнів після початку, та
синдром після COVID-19 для ефектів, які зберігаються через 12 і більше тижнів після початку. NICE описує термін пост COVID, який він використовує «на додаток до визначень клінічних випадків», як "загальновживаний для опису ознак та симптомів, які продовжуються або розвиваються після гострого COVID-19. Він включає як триваючу симптоматичну COVID-19 (з 4 до 12 тижнів) та синдром після COVID-19 (12 тижнів або більше) ".
NICE визначає синдром після COVID-19 як «Ознаки та симптоми, які розвиваються під час або після інфекції, що відповідає COVID-19, тривають більше 12 тижнів і не пояснюються альтернативним діагнозом. Зазвичай він має сукупність симптомів, часто перекриття, яке може коливатися і змінюватися з часом і може вплинути на будь-яку систему в організмі. Синдром пост-COVID-19 може розглядатися до 12 тижнів, тоді як також оцінюється можливість альтернативного основного захворювання.

### Визначення США
У лютому 2021 року Національний інститут охорони здоров'я заявив, що симптоми пост COVID можуть включати втому, задишку, „мозковий туман“, порушення сну, періодичні лихоманки, шлунково-кишкові симптоми, тривогу та депресію. Симптоми можуть зберігатися протягом місяців і можуть варіюватися від легких до непрацездатних, причому нові симптоми з'являються далеко після зараження. Директор NIH Френсіс Коллінз заявив, що хворобу можна спільно називати постгострими наслідками інфекції SARS-CoV-2 (PASC).

## Випадковість
Деякі повідомлення про тривалі захворювання після зараження з'явилися рано під час пандемії COVID-19, в тому числі у людей, які мали легку або середню початкову інфекцію, а також тих, хто потрапив до лікарні з більш важкими інфекціями. Станом на січень 2021 року точна захворюваність була невідомою. Захворюваність з часом зменшується, оскільки багато людей повільно одужують. Деякі ранні дослідження показали, що між 20 % і 33 % людей з COVID-19 відчували симптоми, що тривали довше місяця. Телефонне опитування в США в першій половині 2020 року показало, що близько 35 % людей, які мали позитивний тест на SARS-CoV-2, мали ряд симптомів, які тривали довше трьох тижнів. Станом на грудень 2020 року, Управління національної статистики у Великій Британії підрахувало, що серед усіх людей, які мали позитивний тест на SARS-CoV-2, близько 21 % відчували симптоми довше п'яти тижнів, а близько 10 % — симптоми довше, ніж 12 тижнів.
Деякі дослідження припускають, що деякі діти відчувають тривалі симптоми інфекції SARS-CoV-2.
Хоча у кожного, хто заразиться, може розвинутися пост COVID, люди, які настільки хворіють, що потребують госпіталізації, потребують більше часу для відновлення. Більшість (до 80 %) тих, хто потрапив до лікарні з важкою формою захворювання, відчувають тривалі проблеми, включаючи втому та задишку. Пацієнти з важкою початковою інфекцією, особливо ті, кому потрібна штучна вентиляція легень, щоб допомогти диханню, також, ймовірно, страждають на синдром після інтенсивної терапії після одужання. Дослідження пацієнтів, які були госпіталізовані в Ухані, показало, що у більшості все ще був принаймні один симптом через півроку. Пацієнти, які були важче хворими, все ще виявляли важку непрацездатність функції легенів. Серед 1733 пацієнтів, яких виписали з лікарні та пройшли спостереження приблизно через півроку, найпоширенішими симптомами були втома або слабкість у м'язах (63 %), утруднення сну (26 %) та тривога або депресія (23 %).
Деякі люди страждають на тривалі неврологічні симптоми, незважаючи на те, що ніколи не були госпіталізовані з приводу COVID-19; перше дослідження цієї особливості було опубліковане в березні 2021 р. Найчастіше ці негоспіталізовані пацієнти відчували „помітні і стійкі“ туманності мозку та втому, які впливають на їх свідомість та якість життя».
У січні 2021 року дослідження у Великій Британії повідомило, що 30 % одужалих пацієнтів були повторно госпіталізовані до лікарні протягом 140 днів, а 12 % від загальної кількості померли. У багатьох пацієнтів вперше розвинувся діабет, а також проблеми з серцем, печінкою та нирками. На той час режим інсулінової недостатності був невідомим.
У березні 2021 року Індонезійська асоціація лікарів під час опитування 463 людей припустила, що 63,5 % респондентів самостійно повідомили про тривалі симптоми після зараження SARS-CoV-2. Точний набір симптомів не уточнювався, проте, згідно зі статтею, найбільш часто повідомлялося про втому та кашель, за якими слідували біль у м'язах та головний біль.
У травні 2021 року глобальний систематичний огляд, проведений дослідниками Стенфордського університету, повідомив, що широкий спектр симптомів зберігається у понад 70 % пацієнтів з COVID-19 через кілька місяців після одужання від початкової фази захворювання. Більшість пацієнтів цього дослідження були раніше госпіталізовані. Найпоширенішими затяжними симптомами були задишка, втома та розлади сну. Загалом дослідження повідомило про 84 клінічні ознаки або симптоми, включаючи втрату смаку та запаху, когнітивні розлади, такі як втрата пам'яті та труднощі з концентрацією уваги, депресія та тривога.

## Причина
В даний час невідомо, чому більшість людей повністю одужують протягом двох-трьох тижнів, а інші відчувають симптоми на кілька тижнів або місяців довше. Хоча точні процеси, що викликають пост COVID, залишаються невідомими, пропонується ряд механізмів.
В оглядовій статті від березня 2021 р. Наступні патофізіологічні процеси названі основними причинами тривалої COVID:
- пряма токсичність у заражених вірусом тканинах, особливо легенях
- тривале запалення через порушення регуляції імунної системи після зараження
- травми судин та ішемія, спричинені індукованою вірусом гіперкоагуляцією та тромбозами
- порушення регуляції ренін-ангіотензинової системи, пов'язане з впливом SARS-CoV-2 на тканину, що несе АСЕ2

У жовтні 2020 року в огляді Національного інституту досліджень здоров'я Сполученого Королівства було висунуто гіпотезу про те, що тривалі симптоми пост — COVID можуть бути обумовлені чотирма синдромами:
- постійне ураження легенів і серця,
- синдром після інтенсивної терапії,
- Поствірусна втома, яку іноді розглядають як таку саму, як міалгічний енцефаломієліт / синдром хронічної втоми (ME / CFS),
- продовження симптомів COVID-19.

Інші ситуації, які можуть спричинити нові та постійні симптоми, включають:
- вірус присутній довше, ніж зазвичай, через неефективну імунну відповідь[42];
- реінфекція (наприклад, іншим штамом вірусу)[42];
- пошкодження, спричинені запаленням та сильною імунною реакцією на інфекцію[42];
- фізичне декондиціонування через відсутність фізичних вправ під час хвороби[42];
- посттравматичний стрес або інші психічні наслідки[42], особливо у людей, які раніше переживали тривогу, депресію, безсоння або інші труднощі з психічним здоров'ям[45].

### Подібність до інших синдромів
Пост—COVID подібний до синдрому після Еболи та постінфекційних синдромів, що спостерігаються при чікунгуньї, та інфекцій, які, здається, викликають ME / CFS, а патофізіологія пост—COVID може бути подібною до цих інших станів. У деяких пацієнтів із пост—COVID у Канаді діагностовано міалгічний енцефаломієліт / синдром хронічної втоми, «виснажливе багатосистемне неврологічне захворювання, яке, як вважають, викликається інфекційними захворюваннями в більшості випадків». Люсінда Бейтман, спеціаліст з ME / CFS у Солт-Лейк-Сіті, США, вважає, що два синдроми ідентичні. Існує потреба в додаткових дослідженнях ME / CFS; Ентоні Фауці, головний медичний радник уряду США, сказав, що COVID-19 є «добре ідентифікованим етіологічним агентом, який зараз повинен бути дуже корисним для того, щоб ми могли зрозуміти [ME / CFS]».

## Фактори ризику
Згідно з дослідженням King's College London, спочатку опублікованим 21 жовтня 2020 року, фактори ризику тривалої COVID можуть включати:
- Вік — особливо у віці старше 50 років
- Надмірна вага
- Астма
- Повідомлення про понад п'ять симптомів (наприклад, більше, ніж кашель, втома, головний біль, діарея, втрата нюху) протягом першого тижня зараження COVID-19; п'ять — це середнє число, про яке повідомляється

У жінок рідше розвивається важкий гострий COVID, але частіше пост — COVID, ніж у чоловіків. Деякі дослідження показують, що це пов'язано головним чином з гормональними відмінностями, тоді як інші дослідження вказують на інші фактори, включаючи хромосомну генетику, залежні від статі відмінності в поведінці імунної системи та небіологічні фактори.

## У дітей
Дослідження в Італії, яке проаналізувало 129 дітей віком до 18 років, вивчало дані про стан здоров'я, отримані за допомогою анкети між вереснем 2020 року та 1 січня 2021 року. 53 % групи відчували симптоми COVID-19 більше ніж через 120 днів після діагностики. Симптоми включали стискання та біль у грудях, закладеність носа, втома, труднощі з концентрацією уваги та біль у м'язах. У звіті про 5 дітей у Швеції також повідомляється про симптоми (втома, серцебиття, задишка, головні болі, м'язова слабкість та труднощі з концентрацією уваги), що зберігаються протягом 6–8 місяців після встановлення діагнозу.

## Реакції системи охорони здоров'я

### Сполучені Штати
Доктор Ентоні С. Фауці описав пост — COVID-19 як «… явище, яке є справді цілком реальним і досить масштабним», але також сказав, що кількість випадків захворювання невідома.
23 лютого 2021 року директор Національного інституту охорони здоров'я Френсіс Коллінз оголосив про велику ініціативу щодо виявлення причин і, зрештою, засобів профілактики та лікування людей, які страждають на пост — COVID. Частина цієї ініціативи включає створення проекту COVID-19, який збиратиме дані про неврологічні симптоми, пов'язані з PASC.
28 квітня 2021 року підкомітет з питань охорони здоров'я Комітету Палати представників США з питань енергетики та торгівлі провів слухання щодо пост — захворювання на віруси людини.

### Австралія
У жовтні 2020 року керівництво, опубліковане Королівським австралійським коледжем лікарів загальної практики (RACGP), говорить, що постійні симптоми інфекції після COVID-19, такі як втома, задишка та біль у грудях, потребують лікування лікарями загальної практики, на додаток до більш важких умови вже задокументовані.

### Об'єднане Королівство
У Великій Британії Національна служба охорони здоров'я створила спеціалізовані клініки для лікування пост — COVID. Четверо головних медичних працівників Великої Британії були попереджені про стурбованість через пост — COVID 21 вересня 2020 року в листі, написаному Трішею Грінгалхом, опублікованому в The BMJ, за підписом академіків, серед яких Девід Хантер, Мартін Маккі, Сьюзен Мічі, Мелінда Міллс, Крістіна Пейджл, Стівен Райхер, Габріель Скаллі, Деві Срідхар, Чарльз Таннок, І Ві Вай Те, і Гаррі Бернс, колишній директор ШМ Шотландії. У жовтні 2020 року глава NHS Англії Саймон Стівенс оголосив, що NHS виділила 10 мільйонів фунтів стерлінгів на цей рік на створення клінік пост — COVID для оцінки фізичного, когнітивного та психологічного стану пацієнтів та надання спеціалізованого лікування. Були оприлюднені майбутні клінічні рекомендації з подальшим дослідженням 10 000 пацієнтів та створенням спеціальної робочої групи, а також Інтернет-служби реабілітації — «Ваше одужання Covid». До складу клінік входять різноманітні медичні працівники та терапевти з метою надання «спільного догляду за фізичним та психічним здоров'ям».
Національний інститут досліджень здоров'я виділив фінансування на дослідження механізмів, що лежать в основі симптомів пост — COVID.
У грудні 2020 року лікарні Університетського коледжу Лондона (UCLH) відкрили другу клініку Long Covid у Національній лікарні неврології та нейрохірургії для пацієнтів з неврологічними проблемами після Covid. Перша клініка була відкрита в травні, головним чином, вона була зосереджена на проблемах з диханням, але обидві клініки направляли пацієнтів до інших спеціалістів, де це було необхідно, включаючи кардіологів, фізіотерапевтів та психіатрів. До березня 2021 року в англійській NHS працювало 69 довгих клінік. в основному зосереджується на оцінці пацієнтів, причому більше планується відкрити. Були побоювання, що служби реабілітації громади не мають можливості керувати великою кількістю направлень.
18 грудня 2020 року Національний інститут досконалості здоров'я та догляду (NICE), Королівський коледж лікарів загальної практики (RCGP) та Шотландська мережа міжвузівських настанов (SIGN) опублікували керівництво з управління пост — COVID.

### Південна Африка
У жовтні 2020 року відділ нагляду за лікарнями DATCOV Національного інституту інфекційних хвороб (NICD) розробив партнерство з Міжнародним консорціумом з важких гострих респіраторних та нових інфекцій (ISARIC) з метою проведення клінічних досліджень впливу PASC на Південноафриканський контекст. Станом на 30 січня 2021 року проект ще не отримав етичного схвалення для початку збору даних. Затвердження етики було надано 3 лютого 2021 року, а офіційний збір даних розпочався 8 лютого 2021 року.

## Громадський резонанс
Деякі люди, які переживають тривалий COVID, створили групи на сайтах соціальних мереж. Існує активний міжнародний тривалий рух за захист пацієнтів від COVID, який включає дослідження, проведені самими пацієнтами. У багатьох із цих груп люди висловлюють розчарування та відчуття того, що їхні проблеми ліквідували медичні працівники.

## Список симптомів
Симптоми, про які повідомляють люди з пост — COVID, включають:
- Сильна втома
- Тривалий кашель
- М'язова слабкість
- Лихоманка низького ступеня
- Неможливість зосередитися (мозковий туман)
- Падіння пам'яті
- Зміни настрою, іноді супроводжуються депресією та іншими проблемами психічного здоров'я
- Труднощі зі сном
- Головні болі
- Болі в суглобах
- Голкові болі в руках і ногах
- Діарея та напади блювоти
- Втрата смаку та запаху
- Біль у горлі та труднощі з ковтанням
- Новий початок діабету та гіпертонії
- Гастроезофегальна рефлюксна хвороба
- Шкірний висип
- Задишка
- Біль у грудях
- Серцебиття
- Проблеми з нирками (гостра травма нирок та хронічна хвороба нирок)
- Зміни в стані здоров'я порожнини рота (зуби, слина, ясна)
- Аносмія (відсутність нюху)
- Паросмія (змінює запахи)
- Шум у вухах
- Згущення крові (тромбоз глибоких вен і легенева емболія)